# Hôtel de la Caisse d'épargne de Cahors
L'hôtel de la Caisse d'épargne est un bâtiment du début du XIXe siècle situé à Cahors, en France. Il a autrefois accueilli un établissement bancaire, pour lequel il a été construit. Il est recensé à l'Inventaire général du patrimoine culturel.

## Situation et accès
L'édifice est situé au no 121 de la rue Victor-Hugo, au sud de la ville de Cahors et vers le centre du territoire communal, et plus largement vers le sud-ouest du département du Lot.

## Histoire

### Contexte
La Caisse d'épargne de Cahors — dont les statuts sont délibérés par le conseil municipal les 10 février et 10 mai 1835 — est autorisée par ordonnance royale du 24 juin 1835.

« La caisse d’épargnes et de prévoyance fondée à Cahors (Lot) est autorisée.
Sont approuvés les statuts de ladite caisse, tels qu’ils sont contenus dans la délibération du conseil municipal de cette ville, en date du 10 mai 1835, dont une expédition conforme restera déposée aux archives du ministère du commerce. »

— Article 1er de l’ordonnance du roi portant autorisation de la caisse d’épargnes fondée à Cahors (Lot)

### Fondation
Un terrain est acquis en janvier 1886. L'édifice y est élevé selon les plans de Jean Rodolosse, architecte du département, qui s'inspire du style d'un hôtel classique légèrement en retrait de la rue. Les bureaux s'installent en 1896. Dans le dernier quart du XXe siècle, une extension est construite à l'arrière et la clôture sur la rue est supprimée.

## Statut patrimonial et juridique
Le bâtiment fait l'objet d'un recensement dans l'Inventaire général du patrimoine culturel, en tant que propriété privée. L'enquête est effectuée en 1999,.